# Frederik III van Baden
Frederik III van Baden bijgenaamd de Vredelievende (circa 1327 - 2 september 1353) was van 1348 tot 1353 markgraaf van Baden-Baden. Hij behoorde tot het huis Baden.

## Levensloop
Frederik III was de oudste zoon van markgraaf Rudolf IV van Baden-Pforzheim en diens tweede gemalin Maria van Oettingen.
In 1335 had zijn vader na het overlijden van zijn neef Rudolf Hesso het markgraafschap Baden-Baden geërfd. Toen Rudolf IV in 1348 overleed, verdeelde hij zijn gebied tussen zijn twee zoons: Frederik III kreeg het markgraafschap Baden-Baden en Rudolf V het markgraafschap Baden-Pforzheim. Hij bleef regeren tot aan zijn dood in 1353.

## Huwelijk en nakomelingen
Frederik III huwde met Margaretha, dochter van markgraaf Rudolf Hesso van Baden-Baden. Ze kregen volgende kinderen:
- Rudolf VI (overleden in 1372), markgraaf van Baden-Baden
- Margaretha, huwde in 1363 met graaf Godfried II van Leiningen-Rixingen en daarna met graaf Hendrik van Lützelstein